# 大沙河 (白马河)
大沙河，又称南沙河，位于中国山东省邹城市，为白马河的一条支流。发源于张庄镇徐岭村南，向西流经西苇水库和邹城市区，于北宿镇吴官村汇入白马河。全长32.61公里，流域面积172.59平方公里。